# Christine Schilte
Christine Schilte est une journaliste française spécialisée dans le suivi de la maternité et de la petite enfance. Elle est l'auteure de très nombreux livres destinés au grand public.

## Ses œuvres
- Votre enfant de 0 à 3 ans avec Françoise Auzouy, Hachette Pratique, 04/1993.
- Comprendre l'ado avec Marcel Rufo, Hachette Pratique, 01/2000.
- Le pédiabook avec Lyonel Rossant, Hachette Pratique, 10/2000.
- Vouloir un enfant avec Marcel Rufo, René Frydman, Hachette Pratique, 09/2001.
- Frères et sœurs, une maladie d'amour avec Marcel Rufo, Fayard, 04/2002, réédition Lgf, 10/2003.
- Votre ado avec Marcel Rufo, Hachette Pratique, 09/2003.
- Guide des parents avec Marie-Thérèse Hermange, Hachette Pratique, 04/2004.
- Bébé dort bien avec Marcel Rufo, Hachette Pratique, 09/2004.
- Attendre bébé avec René Frydman, Hachette Pratique, 09/2004.
- Langage avec Marcel Rufo, Hachette Pratique, 09/2004.
- Elever bébé, bébé parle avec Marcel Rufo, Hachette Pratique, 09/2004.
- Elever bébé, de la naissance à six ans avec Marcel Rufo, Hachette Pratique, 09/2004.
- Bébé pleure avec Marcel Rufo, Hachette Pratique, 09/2005.
- Désir d'enfant avec Marcel Rufo, René Frydman, Hachette Pratique, 01/2006.
- L'histoire de mon enfant, Hachette Pratique, 06/2006.
- Elever bébé avec Marcel Rufo, Hachette Pratique, 08/2006.
- Devenir père, avec René Frydman, Marabout, 01/2007.
- Votre Ado avec Marcel Rufo, Marabout, 08/2007.
- Elever bébé, avec René Frydman, Hachette Pratique, 09/2007.
- La grossesse, avec René Frydman, Hachette Pratique, 01/2008.
- Devenir Père, avec René Frydman, Hachette Pratique, 01/2008.
- Désir d'enfant avec Marcel Rufo, René Frydman, Marabout, 03/2008.
- Attendre bébé avec René Frydman, Hachette Pratique, 01/2009.
- Comment aider bébé à bien dormir avec Marcel Rufo, Hachette Pratique, 01/2009.
- Elever votre enfant de 6 à 12 ans avec Marcel Rufo, Philippe Meirieu, Pascale Leroy, Hachette Pratique, 09/2009.
- Attendre bébé 2010 avec René Frydman, Hachette Pratique, 09/2009.
- Elever bébé 2010 avec Marcel Rufo, Hachette Pratique, 09/2009.